# Stenothoe megacheir
Stenothoe megacheir är en kräftdjursart som först beskrevs av Boeck 1871.  Stenothoe megacheir ingår i släktet Stenothoe, och familjen Stenothoidae. Arten är reproducerande i Sverige.